# Igbo Eze Sud
Igbo Eze Sud, ou Igboeze Sud, est une zone de gouvernement local de l'État d'Enugu au Nigeria,.

## Source
- (en) Cet article est partiellement ou en totalité issu de l’article de Wikipédia en anglais intitulé « Igbo Eze South » (voir la liste des auteurs).